# Rambergita
La rambergita és un mineral de la classe dels sulfurs, que pertany al grup de la wurtzita. Rep el nom de Hans Ramberg (Trondhjem, Noruega, 15 d'abril de 1917 - Uppsala, Suècia, 7 de juny de 1998), professor de mineralogia i petrologia a la Universitat de Chicago i a la Universitat d'Uppsala. Va ser guardonat amb la medalla Wollaston l'any 1972.

## Característiques
La rambergita és un sulfur de fórmula química MnS. Cristal·litza en el sistema hexagonal. La seva duresa a l'escala de Mohs és 4.
Segons la classificació de Nickel-Strunz, la rambergita pertany a «02.CB - Sulfurs metàl·lics, M:S = 1:1 (i similars), amb Zn, Fe, Cu, Ag, etc.» juntament amb els següents minerals: coloradoïta, hawleyita, metacinabri, polhemusita, sakuraiïta, esfalerita, stil·leïta, tiemannita, rudashevskyita, calcopirita, eskebornita, gal·lita, haycockita, lenaïta, mooihoekita, putoranita, roquesita, talnakhita, laforêtita, černýita, ferrokesterita, hocartita, idaïta, kesterita, kuramita, mohita, pirquitasita, estannita, estannoidita, velikita, chatkalita, mawsonita, colusita, germanita, germanocolusita, nekrasovita, estibiocolusita, ovamboïta, maikainita, hemusita, kiddcreekita, polkovicita, renierita, vinciennita, morozeviczita, catamarcaïta, lautita, cadmoselita, greenockita, wurtzita, buseckita, cubanita, isocubanita, picotpaulita, raguinita, argentopirita, sternbergita, sulvanita, vulcanita, empressita i muthmannita.

## Formació i jaciments
Va ser descoberta a la mina Garpenberg Norra, a Garpenberg, dins la localitat d'Hedemora (Comtat de Dalarna, Suècia). També ha estat descrita a Alemanya, el mar Bàltic, el Japó i a la República Popular de la Xina.